# ダイオキシン類対策特別措置法
ダイオキシン類対策特別措置法（だいおきしんるいたいさくとくべつそちほう、平成11年7月16日法律第105号）は、ダイオキシン類に関する基準や規制に関する日本の法律である。

## 目的
ダイオキシン類が人の生命及び健康に重大な影響を与えるおそれがある物質であることにかんがみ、ダイオキシン類による環境の汚染の防止及びその除去等をするため、ダイオキシン類に関する施策の基本とすべき基準を定めるとともに、必要な規制、汚染土壌に係る措置等を定めることにより、国民の健康の保護を図ることを目的とする法律である（同法第1条）。

## 制定の経緯
1998年4月、大阪府能勢町において都市ごみ焼却炉が原因と見られる土壌の高濃度汚染が明らかになり、その後全国各地で産業廃棄物の焼却などが原因とされる汚染が報告され、社会的関心が高まった。1999年5月20日に日本共産党がダイオキシン類緊急措置法案を提出した。このような動きを受けて、6月になって与党間でも法案の検討が始められ議員立法の形で国会を提出され、3日後にダイオキシン類対策特別措置法が衆議院本会議で可決・成立した。

## 内容

### 耐容一日摂取量（TDI）の設定
人が生涯にわたって継続的に摂取しても健康に影響を及ぼすおそれがない1日当たりの摂取量が設定された。（法第6条）
- 耐容一日摂取量（TDI）　4pg/kg/日以下

### 環境基準の設定
人の健康を保護する上で維持されることが望ましい基準として環境基準が設定された。（法第7条）
平成14年7月22日現在
- 大気　0.6pg-TEQ/m3以下（年平均）
- 水質　1pg-TEQ/l以下（年平均）
- 水底の底質　150pg-TEQ/g以下
- 土壌　1,000pg-TEQ/g以下

### 特定施設からの排出規制
環境汚染を防止するため、規制の対象となる施設を特定施設とし、施設ごとに排出基準値が設定された（法第8条）。また、特定施設を設置している（設置しようとしている）事業者は、都道府県に届出が義務付けられた（法第12条）。
特定施設を設置している事業者は、特定施設から排出される排出ガス、排出水又は焼却灰について、毎年1回以上の測定を行い、この結果を都道府県知事（政令市長）に報告しなければならない（法第28条）。この報告された測定結果は、公表される。

### ダイオキシン類により汚染された土壌に係る措置
都道府県知事は、ダイオキシン類による土壌の汚染の状況が土壌の汚染に関する基準を満たさない地域であって、当該地域内の土壌のダイオキシン類による汚染の除去等をする必要があるものとして政令で定める要件に該当するものをダイオキシン類土壌汚染対策地域（以下「対策地域」という。）として指定することができる（法第29条）。

## 所轄官庁
- 環境省

## 構成
- 第1章 - 総則(第1条~第5条) 
  - 目的、定義、国・地方公共団体・事業者・国民の責務
- 第2章 - ダイオキシン類に関する施策の基本とすべき基準(第6条~第7条) 
  - 耐容一日摂取量、環境基準
- 第3章 - ダイオキシン類の排出の規制等
  - 第1節 - ダイオキシン類に係る排出ガス及び排出水に関する規制(第8条~第23条) 
    - 排出基準、排出基準に関する勧告、総量規制基準、総量削減計画、特定施設の設置の届出、計画変更命令等

  - 第2節 - 廃棄物焼却炉に係るばいじん等の処理等(第24条~第25条)
    - 廃棄物焼却炉に係るばいじん等の処理、廃棄物の最終処分場の維持管理
- 第4章 - ダイオキシン類による汚染の状況に関する調査等(第26条~第28条)
  - 常時監視、都道府県知事等による調査測定、設置者による測定
- 第5章 - ダイオキシン類により汚染された土壌に係る措置(第29条~第32条)
  - 対策地域の指定、ダイオキシン類土壌汚染対策計画
- 第6章 - ダイオキシン類の排出の削減のための国の計画(第33条)
- 第7章 - 雑則(第34条~第43条)
  - 報告及び検査、資料の提出の要求等、国の援助
- 第8章 - 罰則(第44条~第49条)
  - 一年以下の懲役又は百万円以下の罰金、行為者および法人に罰金刑を科す
- 附則